# Даніель Муньйос
Даніель Муньйос (ісп. Daniel Muñoz, нар. 25 травня 1996, Амальфі) — колумбійський футболіст, захисник англійського «Крістал Пелеса» і національної збірної Колумбії.
Володар Кубка Бельгії. 

## Клубна кар'єра
Народився 25 травня 1996 року в місті Амальфі. Вихованець футбольної школи клубу «Ріонегро Агілас». Дорослу футбольну кар'єру розпочав 2017 року в основній команді того ж клубу, в якій провів два з половиною сезони, взявши участь у 81 матчі чемпіонату. Більшість часу, проведеного у складі «Ріонегро Агілас», був основним гравцем захисту команди.
Своєю грою за цю команду привернув увагу представників тренерського штабу клубу «Атлетіко Насьйональ», до складу якого приєднався 2019 року. Відіграв за команду з Медельїна наступний рік своєї ігрової кар'єри. Граючи у складі «Атлетіко Насьйональ» також здебільшого виходив на поле в основному складі команди.
До складу клубу «Генк» приєднався 2020 року. У своєму дебютному сезоні в Європи відіграв за команду з Генка 40 матчів в національному чемпіонаті.
У січні 2024 року за 8 млн. євро перейшов до «Крістал Пелеса».

## Виступи за збірну
2021 року дебютував в офіційних матчах у складі національної збірної Колумбії. У складі збірної був учасником тогорічного розіграшу Кубка Америки у Бразилії, на якому команда здобула бронзові нагороди.
| Дата       | Місто          | Господарі         | Результат               | Гості     | Турнір                            | Голи | Примітки |
| ---------- | -------------- | ----------------- | ----------------------- | --------- | --------------------------------- | ---- | -------- |
| 3-6-2021   | Ліма           | Перу              | 0 – 3                   | Колумбія  | Відбір до ЧС 2022                 | -    | 56' 59'  |
| 13-6-2021  | Куяба          | Колумбія          | 1 – 0                   | Еквадор   | Копа Америка 2021 - груповий етап | -    | 79'      |
| 17-6-2021  | Гоянія         | Колумбія          | 0 – 0                   | Венесуела | Копа Америка 2021 - груповий етап | -    |          |
| 23-6-2021  | Ріо-де-Жанейро | Бразилія          | 2 – 1                   | Колумбія  | Копа Америка 2021 - груповий етап | -    |          |
| 3-7-2021   | Бразиліа       | Уругвай           | 0 – 0 д.ч. (2 – 4 п.п.) | Колумбія  | Копа Америка 2021 - чвертьфінал   | -    |          |
| 6-7-2021   | Бразиліа       | Аргентина         | 1 – 1 д.ч. (3 – 2 п.п.) | Колумбія  | Копа Америка 2021 - півфінал      | -    | 75'      |
| 2-9-2021   | Ла-Пас         | Болівія           | 1 – 1                   | Колумбія  | Відбір до ЧС 2022                 | -    | 45+2'    |
| 9-9-2021   | Барранкілья    | Колумбія          | 3 – 1                   | Чилі      | Відбір до ЧС 2022                 | -    | 69'      |
| 14-10-2021 | Барранкілья    | Колумбія          | 0 – 0                   | Еквадор   | Відбір до ЧС 2022                 | -    | 70'      |
| 11-11-2021 | Сан-Паулу      | Бразилія          | 1 – 0                   | Колумбія  | Відбір до ЧС 2022                 | -    | 78'      |
| 24-3-2022  | Барранкілья    | Колумбія          | 3 – 0                   | Болівія   | Відбір до ЧС 2022                 | -    |          |
| 29-3-2022  | Сьюдад-Гуаяна  | Венесуела         | 0 – 1                   | Колумбія  | Відбір до ЧС 2022                 | -    |          |
| 5-6-2022   | Мурсія         | Саудівська Аравія | 0 – 1                   | Колумбія  | товариський матч                  | -    | 69'      |
| 24-9-2022  | Гаррісон       | Колумбія          | 4 – 1                   | Гватемала | товариський матч                  | -    | 72'      |
| 19-11-2022 | Форт-Лодердейл | Колумбія          | 2 – 0                   | Парагвай  | товариський матч                  | -    |          |
| 24-3-2023  | Ульсан         | Південна Корея    | 2 – 2                   | Колумбія  | товариський матч                  | -    | 86'      |
| 28-3-2023  | Осака          | Японія            | 1 – 2                   | Колумбія  | товариський матч                  | -    |          |
| 16-6-2023  | Валенсія       | Колумбія          | 1 – 0                   | Ірак      | товариський матч                  | -    |          |
| 20-6-2023  | Гельзенкірхен  | Німеччина         | 0 – 2                   | Колумбія  | товариський матч                  | -    |          |
| 7-9-2023   | Барранкілья    | Колумбія          | 1 – 0                   | Венесуела | Відбір до ЧС 2026                 | -    |          |
| 12-9-2023  | Сантьяго       | Чилі              | 0 – 0                   | Колумбія  | Відбір до ЧС 2026                 | -    |          |
| 16-11-2023 | Барранкілья    | Колумбія          | 2 – 1                   | Бразилія  | Відбір до ЧС 2026                 | -    |          |
| 21-11-2023 | Асунсьйон      | Парагвай          | 0 – 1                   | Колумбія  | Відбір до ЧС 2026                 | -    | 69'      |
| 22-3-2024  | Лондон         | Іспанія           | 0 – 1                   | Колумбія  | товариський матч                  | 1    |          |
| Усього     |                | Матчів            | 24                      |           | Голів                             | 1    |          |

## Досягнення
«Генк»
- Володар Кубка Бельгії: 2020–21

«Крістал Пелес»
- Володар Кубка Англії: 2024–25[2]
- Володар Суперкубка Англії: 2025

Збірна Колумбії
- Бронзовий призер Кубка Америки: 2021